# Hverdag i Grønland
|  | Denne artikel er oprettet af botten Steenthbot ud fra en ekstern database. Den kan derfor have sproglige fejl eller mangler. Denne skabelon kan fjernes efter kontrol af indholdet. |

Hverdag i Grønland er en dansk dokumentarfilm fra 1974.

## Handling
Præsentation af brugsforeningsbevægelsen i Grønland.